# Filmåret 1961

## Academy Awards/Oscari urval (komplett lista)
| Kategori                   | Vinnare                                          |
| -------------------------- | ------------------------------------------------ |
| Bästa film:                | West Side Story                                  |
| Bästa regi:                | Jerome Robbins och Robert Wise (West Side Story) |
| Bästa manliga huvudroll:   | Maximilian Schell (Dom i Nürnberg)               |
| Bästa kvinnliga huvudroll: | Sophia Loren (De två kvinnorna)                  |
| Bästa manliga biroll:      | George Chakiris (West Side Story)                |
| Bästa kvinnliga biroll:    | Rita Moreno (West Side Story)                    |
| Bästa utländska film:      | Såsom i en spegel (Sverige)                      |

## Årets filmer

### A - G
- Bara roligt i Bullerbyn [1]
- Briggen Tre Liljor
- Cléo från 5 till 7
- Dolt bevis
- Dödspendeln
- El Cid
- En kvinna är en kvinna
- Feber i blodet
- Fickan full av flax
- Frukost på Tiffany's

### H - N
- I fjol i Marienbad
- Karneval
- Lita på mej, älskling!
- Ljuvlig är sommarnatten
- Lola
- Lustgården
- Missanpassade, De

### O - U
- Plácido
- Pojken i trädet
- La pyramide humaine
- Pärlemor
- Skandal i Peyton Place
- Solen i dina ögon
- Svenska flickor i Paris
- Svenska Floyd
- Såsom i en spegel
- Taxi till Tobruk
- Två levande och en död
- Två red tillsammans

### V - Ö
- Yojimbo - Livvakten
- Åsa-Nisse bland grevar och baroner[2]
- Änglar, finns dom?

## Födda
- 2 januari – Gabrielle Carteris, amerikansk skådespelare.
- 13 januari – Julia Louis-Dreyfus, amerikansk skådespelare.
- 15 februari – Mikael Tornving, svensk komiker, skådespelare och TV-programledare.
- 26 februari – Richard Günther, svensk regissör.
- 4 mars – Steven Weber, amerikansk skådespelare.
- 25 mars – Monika Ahlberg, svensk skådespelare.
- 26 mars – Billy Warlock, amerikansk skådespelare.
- 2 april – Christopher Meloni, amerikansk skådespelare.
- 3 april – Eddie Murphy, amerikansk skådespelare.
- 12 april – Lisa Gerrard, australisk musiker, sångerska och kompositör.
- 17 april – Thorsten Flinck, svensk regissör och skådespelare.
- 14 maj – Tim Roth, brittisk skådespelare
- 6 maj – George Clooney, amerikansk skådespelare.
- 9 maj
  - John Corbett, amerikansk skådespelare.
  - Fredrik Ultvedt, svensk skådespelare.
- 13 maj – Siobhan Fallon, amerikansk skådespelare.
- 5 juni – Mary Kay Bergman, amerikansk röstskådespelare.
- 9 juni – Michael J. Fox, kanadensisk skådespelare.
- 18 juni – Laurent Grévill, fransk skådespelare.
- 15 juli – Forest Whitaker, amerikansk skådespelare, regissör och filmproducent.
- 23 juli – Woody Harrelson, amerikansk skådespelare.
- 30 juli – Laurence Fishburne, amerikansk skådespelare.
- 5 augusti – Tawny Kitaen, amerikansk skådespelare.
- 11 september – Virginia Madsen, amerikansk skådespelare.
- 12 september – Mylène Farmer, fransk sångerska, låtskrivare och regissör.
- 13 september – Dan Kandell, svensk skådespelare.
- 18 september – James Gandolfini, amerikansk skådespelare.
- 21 september – Nancy Travis, amerikansk skådespelare.
- 26 september
  - Charlotte Fich, dansk skådespelare.
  - Steve Kratz, svensk skådespelare.
- 29 september – Dan Johansson, svensk skådespelare.
- 30 september – Eric Stoltz, amerikansk skådespelare.
- 16 oktober – Fanny Gjörup, svensk barnskådespelare.
- 17 oktober – Henry Bronett, svensk skådespelare och cirkusdirektör.
- 31 oktober
  - Peter Jackson, nyzeeländsk regissör och skådespelare.
  - Max Lundqvist, svensk skådespelare.
- 4 november – Ralph Macchio, amerikansk skådespelare.
- 14 november
  - Vicki Schreck, amerikansk skådespelare.
  - D.B. Sweeney, amerikansk skådespelare.
- 15 november – Rossana Mariano, svensk skådespelare.
- 18 november – Nick Chinlund, amerikansk skådespelare.
- 19 november – Meg Ryan, amerikansk skådespelare.
- 22 november – Mariel Hemingway, amerikansk skådespelare.
- 29 november
  - Margaret Bykoff, svensk skådespelare.
  - Kim Delaney, amerikansk skådespelare.
  - Tom Sizemore, amerikansk skådespelare.
- 1 december – Jeremy Northam, brittisk skådespelare.
- 10 december – Nia Peeples, amerikansk skådespelare.
- 14 december – Fredrik Dolk, svensk skådespelare.

## Avlidna
- 1 januari – Ernst Brunman, svensk operettsångare och skådespelare.
- 6 februari – George Schnéevoigt, dansk regissör och fotograf.
- 17 februari – Julius Jaenzon, svensk filmfotograf och regissör.
- 19 februari – Einar Fagstad, svensk sångare, skådespelare, kompositör och musiker (dragspel).
- 12 mars – Kate Thunman, svensk skådespelare.
- 15 april – Artur Cederborgh, svensk skådespelare.
- 16 april – Gustav Ucicky, österrikisk filmregissör.
- 8 maj – Signe Kolthoff, svensk skådespelare och sångerska.
- 11 maj – Uno Larsson, svensk statistskådespelare, fotograf och biografmaskinist.
- 13 maj – Gary Cooper, amerikansk skådespelare.
- 2 juni – Anna-Greta Krigström, svensk skådespelare.
- 17 juni – Jeff Chandler, amerikansk skådespelare.
- 18 juni – John Hilke, svensk skådespelare.
- 28 juni – Aurore Palmgren, svensk skådespelare.
- 10 juli
  - Nita Hårleman, svensk skådespelare.
  - Erik Wettergren, svensk överintendent, manusförfattare konstförfattare.
- 26 augusti – Hampe Faustman, svensk regissör och skådespelare.
- 1 september – Åke Askner, svensk skådespelare.
- 11 oktober – Chico Marx, amerikansk komiker, en av Bröderna Marx.
- 18 oktober – Tsuru Aoki, japansk-amerikansk skådespelare.
- 20 oktober – Astrid Bodin, svensk skådespelare.
- 21 oktober – Hjördis Gille, svensk skådespelare.
- 2 november – Harriet Bosse, norsk-svensk skådespelare.
- 12 november – Max Hansen, dansk skådespelare, sångare, kompositör och manusförfattare.
- 28 november – Harry Persson, svensk skådespelare och sångare.
- 1 december – Hartwig Fock, svensk skådespelare och teaterregissör.
- 20 december – Moss Hart, amerikansk dramatiker, manusförfattare och regissör.

### Fotnoter
1. ↑  ”Astrid Lindgren”. http://www.astridlindgren.se/verken/filmerna/filmlista. Läst 21 mars 2011.
2. ↑  IMDB, läst 1 mars 2012